# Елизабет фон Брауншвайг-Люнебург
Вижте пояснителната страница за други личности с името Елизабет фон Брауншвайг-Люнебург.
Елизабет фон Брауншвайг-Люнебург (на немски: Elisabeth von Braunschweig-Lüneburg; * ок. 1330; † 17 април 1384) от род Велфи, е единствената дъщеря на княз Вилхелм II фон Брауншвайг-Люнебург († 23 ноември 1369) и първата му съпруга Хедвиг (Хедувиге) фон Равенсберг († сл. 1387), дъщеря на граф Ото IV фон Равенсберг († 1328) и Маргарета фон Берг († 1346). Тя е по-голяма полусестра на Матилда фон Брауншвайг-Люнебург (ок. 1350 – 1410), омъжена през 1359 г. за братовчед си херцог Лудвиг I фон Брауншвайг-Люнебург и 1368 г. за граф Ото I фон Холщайн-Шаумбург.

## Фамилия
Първи брак: на 10 октомври 1339 г. с принц Ото фон Саксония-Витенберг († 30 март 1350) от род Аскани, вторият син на херцог и курфюрст Рудолф I от Саксония-Витенберг (1284 – 1356). Те имат един син:
- Албрехт от Саксония-Витенберг († 28 юни 1385)), княз на Люнебург (1370 – 1385), женен на 11 май 1374 г. за принцеса Катарина фон Анхалт-Бернбург († 1390))

Втори брак: през 1354 г. с Николаус фон Холщайн (* 1321, † 1397), граф на Холщайн-Рендсбург, вторият син на граф Герхард III фон Холщайн-Рендсбург (1293 – 1340). Двамата имат една дъщеря:
- Елизабет (* ок. 1360; † 28 май 1416),

∞ (сгодена 1376) ∞ херцог Албрехт IV херцог на Мекленбург-Шверин (1363 – 1388)
∞ 1404 Ерих V херцог на Саксония-Лауенбург (ок. 1374 – 1435)
Елизабет е сгодена от 1362 г. за Хакон VI (по-късно крал на Норвегия). По политически причини обаче годежът е прекратен през 1363 г. и Хакон се жени за Маргарета I Датска.